# David Geddis
David Geddis est un footballeur anglais né le 12 mars 1958 à Carlisle. Il évoluait au poste d'attaquant.

## Biographie
David Geddis commence sa carrière avec Ipswich Town en 1976,. 
Il remporte la Coupe d'Angleterre 1977-78 et dispute en tant que titulaire la finale gagnée 1-0 contre Arsenal.
En mars 1979, il dispute les quarts de finale de la Coupe des coupes, face au FC Barcelone.
Lors de la saison 1976-1977, il est prêté à Luton Town,.
En 1979, il rejoint Aston Villa,.
Il est sacré Champion d'Angleterre en 1981,.
Lors de la saison 1982-1983, il est prêté à nouveau à Luton Town,.
De 1983 à 1985, Geddis est joueur du Barnsley FC,.
En 1985, il retrouve la première division anglaise avec Birmingham City,.
Après un prêt au Brentford FC, il est transféré définitivement à Shrewsbury Town en 1986,.
Il évolue sous les couleurs de Swindon Town de 1988 à 1989,.
Après une dernière saison 1990-1991 à Darlington FC, Geddis raccroche les crampons,.
Le bilan de la carrière de David Geddis s'élève à 120 matchs disputés en première division anglaise, pour 23 buts inscrits, quatre matchs en Coupe UEFA et cinq matchs en Coupe des vainqueurs de coupe.

## Palmarès
| Ipswich Town - Coupe d'Angleterre (1) : - Vainqueur : 1977-78. |  | Aston Villa - Championnat d'Angleterre (1) : - Champion : 1980-81. - Charity Shield (1) : - Champion : 1981. |